# 下苏班西里县
下苏班西里县（英語：Lower Subansiri district）是印度阿鲁纳恰尔邦的一个县。该县位于中印争议的“藏南地区”中，中华人民共和国不承认印度对其主权，行政区划上划归西藏自治区管辖。总人口82839（2011年）。该县设立于1987年。

## 行政区划
该县下辖两个行政区：
- Yachuli
- Ziro-Hapoli